# Dendrobium taveuniense
Dendrobium taveuniense là một loài thực vật có hoa trong họ Lan. Loài này được Dauncey & P.J.Cribb mô tả khoa học đầu tiên năm 1993.